# Kokchetavita
La kokchetavita és un mineral de la classe dels silicats, que pertany al grup del feldespat. Rep el nom del massís de Kokchetav, al Kazakhstan, on es troba la seva localitat tipus.

## Característiques
La kokchetavita és un silicat de fórmula química K(AlSi₃O₈). Va ser aprovada com a espècie vàlida per l'Associació Mineralògica Internacional l'any 2004. Cristal·litza en el sistema hexagonal.
Segons la classificació de Nickel-Strunz, la kokchetavita pertany a «09.FA - Tectosilicats sense H₂O zeolítica, sense anions addicionals no tetraèdrics» juntament amb els següents minerals: kaliofilita, kalsilita, nefelina, panunzita, trikalsilita, yoshiokaïta, megakalsilita, malinkoïta, virgilita, lisitsynita, adularia, anortoclasa, buddingtonita, celsiana, hialofana, microclina, ortosa, sanidina, rubiclina, monalbita, albita, andesina, anortita, bytownita, labradorita, oligoclasa, reedmergnerita, paracelsiana, svyatoslavita, kumdykolita, slawsonita, lisetita, banalsita, stronalsita, danburita, maleevita, pekovita i lingunita.

## Formació i jaciments
Va ser descoberta al dipòsit de diamants del llac Kumdikol, a la localitat de Prirechnoye, dins la província d'Akmolà (Kazakhstan). També ha estat descrita als afloraments d'eclogita de Dulan, a Haixi (Qinghai, República Popular de la Xina), i a Stary Gierałtów, al Voivodat de Baixa Silèsia (Polònia). Aquests tres indrets són els únics de tot el planeta on ha estat descrita aquesta espècie mineral.